# 23 juillet dans les chemins de fer
23 juin 23 août
Chronologies thématiques
- Croisades
- Sports
- Disney

Cette page concerne les événements qui se sont déroulés un 23 juillet dans les chemins de fer.

## Événements

### XIXesiècle
- 1882 : en France,  inauguration[1] de la ligne de chemin de fer Auray - Quiberon, et ouverture des gares de, Saint-Pierre, Kerhostin et Penthièvre.
- 1891 : en France, le président du Syndicat général professionnel des Mécaniciens et Chauffeurs, Conducteurs de machines à vapeur de France et d'Algérie annonce 130 adhérents pour la section de la gare d'Ambérieu[2]

### XXesiècle
- 1926 : en Belgique,  loi de création de la Société nationale des chemins de fer belges (SNCB)[3].
- 1962 : en France, en Côte-d'Or, à 15 h 10, l’Express 53 Paris-Marseille qui roule à près de 140 km/h déraille vers le village de Velars-sur-Ouche. Le train transporte 600 voyageurs, dont beaucoup partent en vacances dans le Midi. L’une des voitures est projetée dans le vide du haut du viaduc enjambant la combe de Fins. Le chef de train donne l’alerte. Le plan ORSEC est déclenché entraînant une mobilisation massive et efficace des secours, en provenance de Dijon principalement. L’émotion est considérable. La cause de l’accident, peut-être une déformation des rails sous l’effet de la chaleur, n’a pas été formellement établie. Cette catastrophe ferroviaire, la plus importante de la décennie, fait 40 morts et 42 blessés graves[4],[5].
- 1984 : en Irlande, le Dublin Area Rapid Transit ouvre, permettant un service suburbain électrifié (donc plus rapide) de voyageurs dans l'agglomération dublinoise.

### XXIesiècle
- 2011 : en Chine, dans le Zhejiang, près de Wenzhou, une collision entre deux trains sur un pont fait au moins 39 morts et 200 blessés.

## Anniversaires

### Naissances
- 1845 : Albert Sartiaux[6], au Cateau-Cambrésis dans le département du Nord, ingénieur des ponts et chaussées français, il deviendra directeur d'exploitation de la compagnie des chemins de fer du Nord († 1921).

### Décès
- 1872 : William Bridges Adams à Broadstairs, inventeur et un entrepreneur, pionnier des chemins de fer anglais[7] (° 1797).